# Космос (Минесота)
Космос (енгл. Cosmos) град је у америчкој савезној држави Минесота.

## Демографија
По попису из 2010. године број становника је 473, што је 109 (-18,7%) становника мање него 2000. године.
| Група             | 2000.       | 2010.       |
| Белци             | 572 (98,3%) | 459 (97,0%) |
| Афроамериканци    | 0 (0,0%)    | 1 (0,2%)    |
| Азијати           | 4 (0,7%)    | 0 (0,0%)    |
| Хиспаноамериканци | 2 (0,3%)    | 8 (1,7%)    |
| Укупно            | 582         | 473         |